# Jonas Reckermann
Jonas Reckermann (født 26. maj 1979) er en tysk tidligere beachvolleyspiller, der gennem sin karriere blev både europa-, verdens- og olympisk mester. 
Reckermanns første store internationale medalje kom i 2002, hvor han spillede sammen med Markus Dieckmann, og parret blev europamestre dette år. Året efter vandt de EM-sølv, og i 2004 blev de igen europamestre. Parret var med ved OL samme år i Athen, hvor de nåede ottendedelsfinalen.
I 2005 vandt Reckermann og Dieckmann EM-bronze, mens Reckermann slet ikke var i konkurrence i 2006 på grund af en rygskade. I 2007 og 2008 spillede han sammen med Mischa Urbatzka uden større succes, men det vendte, da han fra 2009 begyndte at spille med Julius Brink. Samme år blev de verdensmestre, og i 2011 vandt de VM-bronze, mens de blev europamestre i både 2011 og 2012.
Brink og Reckermann repræsenterede Tyskland ved OL 2012 i London, og de var sammen med de regerende verdensmestre, brasilianerne Alison Cerutti og Emanuel Rego blandt de største favoritter. De to tyskere vandt da også deres pulje i kvalifikationsrunden, hvorpå de i første runde besejrede et lettisk par, i kvartfinalen et andet brasiliansk par og i semifinalen vandt de over et hollandsk par. Finalen kom til at stå mod Alison og Emanuel, og her vandt tyskerne 23-21, 16-21, 16-14 og var dermed guldvindere, mens brasilianerne vandt sølv og letterne Mārtiņš Pļaviņš og Jānis Šmēdiņš fik bronze.
Reckermann indstillede sin aktive karriere først i 2013 på grund af tilbagevendende rygproblemer.